# High, Wide, and Handsome
High, Wide, and Handsome is een Amerikaanse muziekfilm uit 1937 onder regie van Rouben Mamoulian. De film werd destijds in Nederland uitgebracht onder de titel Vloeibaar goud.

## Verhaal
Rond 1870 trekken Sally Watterson en haar vader van stad tot stad om geneesmiddelen te verkopen. Als hun huifkar vuur vat in een stadje in Pennsylvania, kunnen ze niet meer verder reizen. Ze krijgen onderdak van grootmoeder Cortlandt. Haar kleinzoon Peter tracht een pijpleiding aan te leggen, die heel Pennsylvania moet voorzien van olie. Sally en Peter worden verliefd en willen trouwen.

## Rolverdeling
| Acteur              | Personage             |
| ------------------- | --------------------- |
| Irene Dunne         | Sally Watterson       |
| Randolph Scott      | Peter Cortlandt       |
| Dorothy Lamour      | Molly Fuller          |
| Elizabeth Patterson | Grootmoeder Cortlandt |
| Raymond Walburn     | Doc Watterson         |
| Charles Bickford    | Red Scanlon           |
| Akim Tamiroff       | Joe Varese            |
| Ben Blue            | Zeke                  |
| William Frawley     | Mac                   |
| Alan Hale sr.       | Walt Brennan          |
| Irving Pichel       | Mr. Stark             |
| Stanley Andrews     | Lem Moulton           |
| James Burke         | Stackpole             |
| Roger Imhof         | Pop Bowers            |
| Lucien Littlefield  | Mr. Lippincott        |